# Bathse spuisluis
La Bathse spuisluis est une écluse de chasse, non navigable, faisant partie du Plan Delta près du hameau de Bath (Zélande), commune de Reimerswaal. Elle sert à éliminer l'excès d'eau du volkerak, du markiezaatsmeer, du zoommeer et du canal de l'Escaut au Rhin, en remplacement de l'eau propre et injectée, ainsi qu'une partie des eaux du Brabant-Septentrional.
L'écluse se trouve au bout du canal Spuikanaalweg long de 8,4 km, profond de 7 m et large de 140 m et longeant le canal de l'Escaut au Rhin. Un système de pompes permet de décharger jusqu'à 8,5 millions de mètres cubes par jour dans l'escaut occidental.
L'eau polluée aurait pu être déversée dans l'escaut oriental, ce qui aurait été beaucoup plus simple, mais la volonté de préserver le parc national Oosterschelde a prévalu.
| \| Localisation du Plan Delta dans le Monde \| Algerakering Anvers Bathse spuisluis Belgique Brouwersdam Canal de l'Escaut au Rhin Eau douce Eau de mer Escaut occidental Escaut oriental Grevelingendam Haringvliet Haringvlietdam Hartelkering Hellegatsdam Maeslantkering Markiezaatskade Mer du Nord Oesterdam Oosterscheldekering Pays-Bas Philipsdam Pont du Haringvliet Pont de Zélande Rotterdam Tunnel de l'Escaut occidental Veerse Gatdam Volkerakdam Zandkreekdam |
| Localisation du Plan Delta dans le Monde |

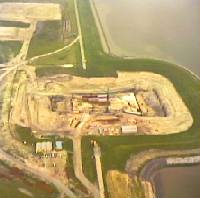
Lors de l'édification de l'écluse, il a fallu construire des barrages provisoires pour abaisser le niveau général de l'eau.
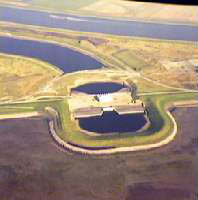
Le canal de drainage menant à l'écluse est déjà visible, les digues provisoires sont toujours présentes.